# ウィルソン・ブライアン・キイ
ウィルソン・ブライアン・キイ（英: Wilson Bryan Key、1921年1月31日 - 2008年10月8日）は、サブリミナル広告やサブリミナル・メッセージなど、マインドコントロール理論に関する著作を残したアメリカ合衆国の著述家である。マーシャル・マクルーハンと親しく、メンサの会員でもあった。

## 略歴
カリフォルニア州リッチモンドに生まれた。デンバー大学でコミュニケーション論で博士号を取得し、西オンタリオ大学で一時期、ジャーナリズムの講義を担当した。
著作は幅広く読まれ、とりわけ大学生に支持されて、しばしば大学で講演を行なった。しかし議論は素より多く、著書の帰結や結論は疑問視されてきた（（Pratkanis 1992）, （Moore 1992）, （Boese 2006:194））。 
1990年にネバダ州リノ裁判所は、サブリミナル・メッセージと2少年の心中（自殺契約）に関する「ジューダス・プリースト事件」を審理して、国際的な注目を集めた。本件の証人にキイが呼ばれたが、ジューダス・プリーストと所属レーベルのCBSに対する訴訟は却下された。
2008年に手術の結果、合併症を起こしてネバダ州リノで逝去した。遺族は夫人と3人の娘である。同州ファーンリーの北ネバダ退役軍人追悼霊園に埋葬された。

## 著作
- Subliminal Seduction: Ad Media's Manipulation of a Not So Innocent America (1973). Introduction by Marshall McLuhan. Prentice-Hall, Inc. 
  - 『潜在意識の誘惑』（管啓次郎・訳、リブロポート、1992年、ISBN 978-4845707492）
- Media Sexploitation (1976). Prentice-Hall, Inc. 
  - 『メディア・セックス』（植島啓司・訳、リブロポート、1989年、ISBN 4845703726）（集英社文庫、1999年、ISBN 4087470539）
- The Clam-Plate Orgy: And Other Subliminals the Media Use to Manipulate Your Behavior (1980). Signet. Reissued in 1992 as Subliminal Ad-Ventures in Erotic Art by Branden Books.
- The Age of Manipulation: The Con in Confidence, The Sin in Sincere (1989). H. Holt.

## 註
1. ↑  Dream Deceivers: The Story of James Vance & Judas Priest
2. ↑  http://www.legacy.com/rgj/Obituaries.asp?Page=LifeStory&PersonID=119265576

- Boese 2006  Boese, Alex (2006). Hippo Eats Dwarf: A Field Guide to Hoaxes and Other B.S.. Harcourt, Inc. ISBN 0-15-603083-7
- Moore 1992  Timothy E. Moore (1992). “Subliminal Perception: Facts and Fallacies”. Skeptical Inquirer 16 (3):  273–81. Reprinted in Encounters with the Paranormal: Science, Knowledge, and Belief, edited by Kendrick Frazier, Prometheus Books, 1998, 253-63.  ISBN 1-57392-203-X
- Pratkanis 1992  Anthony R. Pratkanis (1992). “Myths of Subliminal Persuasion: The Cargo-cult Science of Subliminal Persuasion”. Skeptical Inquirer 16 (3):  260–72.  Reprinted in Encounters with the Paranormal: Science, Knowledge, and Belief, edited by Kendrick Frazier, Prometheus Books, 1998, 240-52.  ISBN 1-57392-203-X